# Фещук, Ростислав Игоревич
Ростислав Игоревич Фещук (укр. Ростислав Ігорович Фещук, род. 1 мая 1990, Киев) — украинский горнолыжник. Участник зимних Олимпийских игр 2010 года.

## Биография
Ростислав Фещук родился 1 мая 1990 года в Киеве.
Выступал в соревнованиях по горнолыжному спорту за «Освиту» из Киева. Четырежды выигрывал медали чемпионата Украины. В гигантском слаломе стал чемпионом страны (2011), в слаломе два раза был серебряным призёром (2009, 2011), один раз — бронзовым (2008).
В 2008 году выступал на юниорском чемпионате мира в Формигале, занял 18-е место в комбинации, 42-е — в слаломе, 52-е — в гигантском слаломе, 60-е — в супергиганте, 63-е — в скоростном спуске.
В 2010 году вошёл в состав сборной Украины на летних Олимпийских играх в Ванкувере. В слаломе занял 39-е место, показав по сумме двух заездов результат 1 минута 53,79 секунды и уступив 14,47 секунды завоевавшему золото Джулиано Раццоли из Италии. В гигантском слаломе занял 68-е место, показав по сумме двух заездов результат 3.02,53 и уступив 24,70 секунды победителю Карло Янке из Швейцарии.
Четырежды участвовал в чемпионатах мира. В 2009 году в Валь-д᾽Изере занял 45-е место в слаломе, 46-е — в супергиганте, 71-е — в гигантском слаломе. В 2011 году в Гармиш-Партенкирхене занял 25-е место в комбинации, 40-е — в супергиганте, 44-е — в скоростном спуске, 90-е — в гигантском слаломе. В 2013 году в Шладминге занял 26-е место в комбинации, 44-е — в скоростном спуске, 60-е — в супергиганте. В 2015 году в Вейле и Бивер-Крике не завершил выступления ни в одной дисциплине.